# Licinianus Licinius

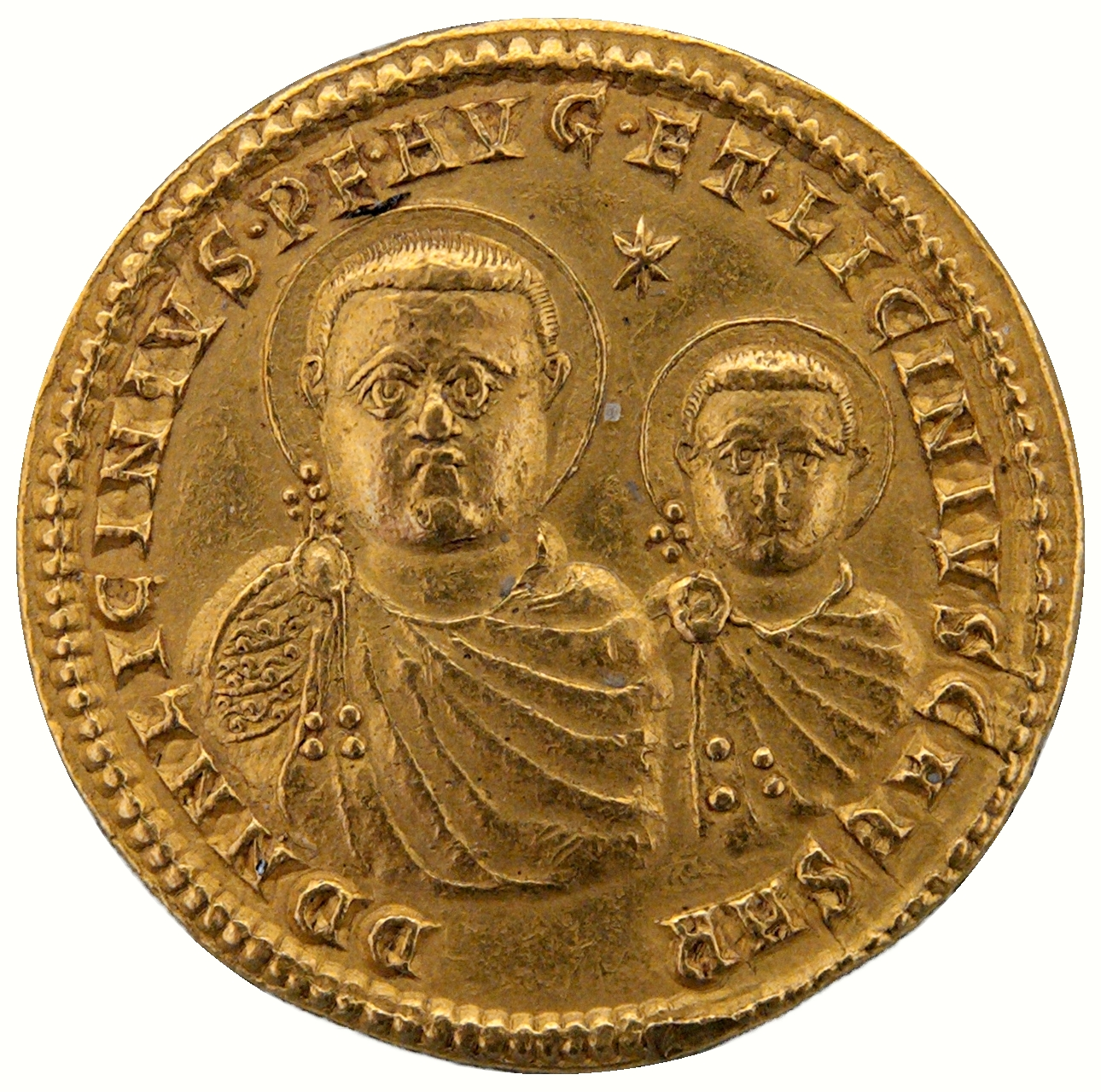
Kaiser Licinius mit seinem Sohn auf einem Goldmultiplum

Valerius Licinianus Licinius oder Licinius II. (* um 315; † ca. 326), der Sohn des gleichnamigen Kaisers, war von 317 bis 324 nominell Unterkaiser im Osten des Römischen Reiches.
Der Kaisersohn wurde vermutlich im Jahr 315 geboren, vielleicht im Juli oder August. Sein Vater Licinius war zu diesem Zeitpunkt Augustus des Ostens. Seine Mutter war wohl Constantia, eine Halbschwester Konstantins des Großen, der den Westteil des Römischen Reiches regierte. Sein Vater ließ ihn von dem bekannten Grammatiker Flavius Optatus unterrichten.
Am 1. März 317 ernannte sein Vater ihn zum Caesar (Unterkaiser) im Osten. 319 bekleidete er das Konsulat; 321 ernannte ihn sein Vater ein weiteres Mal zum Konsul, was aber von Konstantin nicht anerkannt wurde. Nach einem blutigen Kampf um die Alleinherrschaft unterlag sein Vater 324 schließlich Konstantin und wurde ein Jahr später hingerichtet. Der Sohn wurde zunächst verschont, aber wohl 326 ebenfalls getötet, eventuell im Kontext der Hinrichtung von Konstantins Sohn Crispus.
Andere Quellen berichten, Konstantin habe einen Sohn des Licinius auspeitschen und versklaven lassen. Als er floh, wurde er ergriffen und gezwungen, in der Weberei von Karthago zu arbeiten, wo er 336 bezeugt ist. Konstantin ließ ihn schließlich hinrichten. Diese Mitteilungen werden auf einen weiteren Sohn des Licinius von einer Sklavin bezogen.